# Штейн, Василий Александрович
Василий Александрович Штейн (3 марта 1893, Киев, Киевская губерния, Российская империя — 17 сентября 1938 (или 8 апреля 1941) — советский и украинский библиотековед.

## Биография
Родился 3 апреля 1893 года в Киеве. В 1912 году поступил на юридический факультет Киевского ГУ, который он окончил в 1917 году, в том же году поступил в Институт советского права, который он окончил в 1928 году. С 1919 по 1920 год работал инструктором по библиотечной работе, а также заведовал культотделом Киевского союза кооперативов. Временно работал в Киевском НУ, читал лекции по библиотечной статистике. В 1921 году переехал в Москву и был принят на работу в библиотеку МГУ и проработал вплоть до 1926 года. В 1926 году был избран на должность заместителя директора библиотеки Института имени Ленина, одновременно с этим работал в ГБЛ, Института библиотековедения и МГБИ. В 1930-е годы он попал под Сталинские репрессии — он был обвинён в отсутствии классового подхода к задачам и содержанию работы советских библиотек. В 1938 году он был по этому поводу арестован, репрессирован и расстрелян 17 сентября того же года (по другим данным скончался в ссылке 8 апреля 1941 года). Реабилитирован в 1956 году.

## Научные работы
Основные научные работы посвящены библиотековедению. Автор нескольких десятков научных работ, а также ряда монографий, одна из которых — Библиотечная статистика. Ряд научных работ посвящены планированию, нормированию работы научных библиотек.
- Занимался вопросами правового положения библиотекарей.
- Предложил меры, которые способствовали сохранности библиотечных фондов, включая воспитательный характер.
- Разработал номенклатуру библиотечных должностей, которая была актуальна вплоть до 1990-х годов.
- Разработал различные формы библиотечной статистики.